# Telewizja Kino Polska
Kino Polska – polska komercyjna stacja telewizyjna, która rozpoczęła nadawanie 20 grudnia 2003 roku. Podstawą emisji była przyznana przez Krajową Radę Radiofonii i Telewizji koncesja nr 296/2003T. Kino Polska to jedyny kanał telewizyjny na świecie, poświęcony w całości promocji polskiego kina i polskich twórców filmowych. Dociera do prawie 9 milionów gospodarstw domowych w kraju. Dostępny jest na platformach satelitarnych: Polsat Box (pozycja 43), Platforma Canal+ (pozycja 43,97), Orange (pozycja 226), a także w ofercie największych sieci kablowych: UPC (pozycja 474 lub 201), Vectra (pozycja 301), Multimedia (pozycja 151 lub 421), Netia (pozycja 140), Inea (pozycja 246), Toya (pozycja 110) i innych. W grudniu 2018 r. Kino Polska wystartowało w jakości HD. Kanał emitowany jest również w innych krajach. Kino Polska International nadawany jest dla Polonii w USA, Kanadzie, Wielkiej Brytanii i Ukrainie.
Właścicielem Kino Polska jest Kino Polska TV SA – spółka, która nadaje również takie kanały jak Stopklatka, Zoom TV, Kino Polska Muzyka i Kino TV.

## Program
W ramówce kanału Kino Polska znajdują się kultowe filmy i seriale, a także najnowsze produkcje rodzimego kina. Na antenie zobaczyć można dzieła znanych reżyserów (takich jak Andrzej Wajda, Krzysztof Zanussi czy Agnieszka Holland) oraz hity w doborowej obsadzie najlepszych polskich aktorów. Kino Polska prezentuje również zagraniczne filmy i seriale z udziałem polskich twórców. To kanał rozrywkowy, który od wielu lat konsekwentnie kreuje modę na polskie kino.
Z Telewizją Kino Polska dotychczas współpracowali lub współpracują m.in. Stanisław Janicki, Jacek Fedorowicz, Michał Ogórek, Jacek Szczerba i Magdalena Juszczyk.

## Kontrowersje
W grudniu 2016 roku stacja została ukarana przez KRRiT grzywną w wysokości 2 000 zł, bowiem nie wyemitowała audycji z udogodnieniami dla niepełnosprawnych.

## Logo
| Data                             | Opis | Ilustracja |
| -------------------------------- | --- | ---------- |
| 20 grudnia 2003 - 28 lutego 2009 | Szary kwadrat, a w nim biały napis pl. Obok kwadratu czerwony trójkąt, a pod kwadratem szary napis TELEWIZJA KINO POLSKA.                                                                                           |            |
| 1 marca 2009 - 2 czerwca 2024    | Szara ramka, a w niej napis PL. Obok ramki czerwony trójkąt z poprzedniego loga, a pod ramką szary napis KINO POLSKA z poprzedniego loga (usunięto napis TELEWIZJA). Na ekranie w latach 2009-2012 nie było napisu. |            |
| 3 czerwca 2024 - obecnie         | Żółty, zaokrąglony prostopadłościan bez przedniego i tylnego boku. Po prawej stronie napis KINO POLSKA. |            |

## Nagrody
Niektóre z wyróżnień przyznanych Kino Polska:
- Tytanowe Oko 2018 w kategorii „Współpraca z operatorami”
- Cannes 2017 (Nagroda Grand Prix Canal+) – współprodukowany przez Kino Polska film „Najpiękniejsze fajerwerki ever” otrzymuje nagrodę Canal+ dla krótkiego metrażu oraz Rail d’Or dla najlepszego filmu krótkometrażowego sekcji 56. Semaine de la Critique, czyli Tygodnia Krytyki
- 42. Festiwal Polskich Filmów Fabularnych w Gdyni – współprodukowany przez Kino Polska film „Najpiękniejsze fajerwerki ever” otrzymuje dwie nagrody w ramach Konkursu Filmów Krótkometrażowych: Nagrodę Filmowej Małopolski i nagrodę od marki Dr. Irena Eris za najodważniejsze spojrzenie
- Tytanowe Oko 2014 w kategorii „Świat się śmieje, Polska też” za cykl „Komedie wieczorową porą” na Festiwalu Kanałów Tematycznych.
- tytuł Stacji Roku 2012 w plebiscycie magazynu „Media & Marketing Polska”
- Tytanowe Oko 2012 w kategorii „Audycja sportowa” za program „Kroniki futbolowe” na Festiwalu Kanałów Tematycznych
- Nagroda Polskiego Instytutu Sztuki Filmowej 2011 w kategorii „Audycja radiowa lub program telewizyjny” – za cykl „W Iluzjonie”, autorstwa Stanisława Janickiego
- Telekamera Tele Tygodnia 2011 w kategorii „Najlepszy kanał filmowy”
- Hot Bird TV Award 2010 w kategorii „Europejski kanał filmowy”
- Europejska Nagroda Filmowa EFA 2010 w kategorii „Film krótkometrażowy” dla współprodukowanego przez Telewizję Kino Polska filmu „Hanoi – Warszawa” w reżyserii Katarzyny Klimkiewicz
- Nagroda Polskiego Instytutu Sztuki Filmowej 2010 w kategorii „Dystrybucja filmu polskiego” dla Wydawnictwa Telewizji Kina Polska
- Nagroda Polskiego Instytutu Sztuki Filmowej 2008 dla Telewizji Kino Polska w kategorii „Audycja radiowa lub program telewizyjny”
- Hot Bird TV Award 2005 dla Telewizji Kino Polska w kategorii „Europejski kanał filmowy”

## Oglądalność
Wszyscy 4+:
|      | styczeń | luty   | marzec | kwiecień | maj    | czerwiec | lipiec | sierpień | wrzesień | październik | listopad | grudzień | cały rok |  |
| ---- | ------- | ------ | ------ | -------- | ------ | -------- | ------ | -------- | -------- | ----------- | -------- | -------- | -------- |  |
| 2024 | 0,33%   |        |        |          |        |          |        |          |          |             |          |          |          |  |
| 2023 | 0,33%   |        | 0,35%  |          |        |          |        |          |          |             |          |          |          |  |
| 2022 |         |        | 0,37%  |          |        |          |        |          |          |             |          |          |          |  |
| 2021 |         |        |        |          |        |          |        |          |          |             |          |          |          |  |
| 2020 | 0,332%  |        | 0,304% | 0,343%   |        | 0,382%   |        |          |          |             |          |          |          |  |
| 2019 | 0,282%  | 0,234% | 0,234% | 0,235%   | 0,270% | 0,262%   | 0,253% | 0,261%   | 0,267%   | 0,320%      | 0,315%   | 0,328%   | 0,273%   |  |
| 2018 | 0,33%   | 0,33%  | 0,29%  | 0,33%    | 0,37%  | 0,349%   | 0,414% | 0,340%   | 0,345%   | 0,295%      | 0,325%   | 0,358%   | 0,338%   |  |
| 2017 | 0,28%   | 0,35%  | 0,29%  | 0,32%    | 0,37%  | 0,35%    | 0,36%  | 0,33%    | 0,36%    | 0,37%       | 0,300%   | 0,40%    | 0,34%    |  |
| 2016 | 0,37%   | 0,34%  | 0,39%  | 0,35%    | 0,43%  | 0,342%   | 0,36%  | 0,37%    | 0,41%    | 0,35%       |          | 0,30%    | 0,36%    |  |
| 2015 |         | 0,31%  | 0,28%  | 0,34%    | 0,32%  | 0,342%   | 0,42%  | 0,44%    | 0,39%    | 0,33%       |          | 0,35%    | 0,34%    |  |
| 2014 | 0,52%   | 0,41%  | 0,42%  | 0,88%    | 0,62%  |          | 0,58%  | 0,65%    | 0,60%    |             |          |          | 0,54%    |  |
| 2013 | 0,789%  | 0,699% | 0,615% | 0,722%   | 0,920% | 0,859%   | 0,785% | 0,809%   | 0,659%   | 0,63%       | 0,60%    |          | 0,72%    |  |
| 2012 | 0,463%  |        | 0,655% | 0,783%   | 0,726% | 0,773%   | 0,920% | 0,78%    | 0,644%   | 0,580%      | 0,634%   | 0,804%   | 0,670%   |  |
| 2011 |         | 0,341% | 0,322% | 0,289%   | 0,343% | 0,342%   | 0,421% | 0,354%   | 0,304%   | 0,309%      | 0,367%   |          | 0,349%   |  |
| 2010 | 0,65%   | 0,62%  | 0,655% | 0,722%   | 0,708% | 0,634%   | 0,46%  | 0,454%   | 0,530%   | 0,455%      | 0,381%   |          | 0,561%   |  |
| 2009 | 0,30%   | 0,29%  |        |          |        | 0,34%    | 0,49%  |          |          | 0,39%       |          |          | 0,35%    |  |
| 2008 |         |        |        |          |        |          | 0,22%  | 0,16%    | 0,19%    | 0,16%       | 0,22%    | 0,30%    |          |  |